# El Harrouch
El Harrouch (arabisch الحروش, DMG al-Ḥarrūš) ist eine Stadt in Algerien.
Sie ist Hauptort des gleichnamigen Distrikts, der im Wilaya Skikda liegt.

## Persönlichkeiten
- Ali Kafi (1928–2013), ehemaliger Präsident von Algerien
- Mohammed Harbi (* 1933), franko-algerischer Historiker
- Mohamed Salah Dembri (1938–2020), Diplomat und Politiker